# NGC 262
NGC 262 (còn được gọi là Markarian 348) là một thiên hà xoắn ốc khổng lồ trong cụm LGG 14 . Đó là một thiên hà xoắn ốc Seyfert 2 nằm cách 287 triệu năm ánh sáng trong chòm sao Tiên Nữ. Nó được phát hiện vào ngày 17 tháng 9 năm 1885 bởi Lewis A. Swift.

## Kích thước
Thiên hà này có đường kính rõ ràng khoảng 1,3 triệu năm ánh sáng, chiếm 1,1 'bầu trời của Trái đất.  Nó chứa khoảng 15 nghìn tỷ ngôi sao. NGC 262 đã bị xáo trộn mạnh mẽ bởi lực hấp dẫn của các thiên hà nhỏ hơn, dẫn đến kích thước lớn của nó.
NGC 262 rất khác thường, vì nó lớn gấp 10 lần so với một thiên hà xoắn ốc thông thường cùng loại. Theo Morris và Wannier, NGC 262 được bao quanh bởi một đám mây hydro trung tính khổng lồ  có thể được gây ra bởi sự tước thủy triều của các thiên hà nhỏ hơn. Đám mây có khối lượng rõ ràng xấp xỉ 50 tỷ khối lượng mặt trời  ở khoảng cách 88 kiloparsecs (287.000 năm ánh sáng)  từ hạt nhân NGC 262 và kéo dài tới 300 kiloparsec (1 triệu năm ánh sáng).  Đám mây có hình xoắn ốc với ít nhất một cánh tay và có thể là một cánh tay khác kéo dài khắp thiên hà.